# Solfara Serradigessi
La solfara Serradigessi o miniera Serradigessi  è stata una miniera di zolfo sita in provincia di Caltanissetta nei pressi del comune nisseno.
La solfara fu aperta dopo 1880, oggi è inattiva.